# Lieselot Decroix
Lieselot Decroix (12 mei 1987) is een Belgisch voormalig wielrenster uit Ieper. Ze kwam in de jaren 2007-2008 en tussen 2014 en 2016 uit voor de Belgische wielerploeg Lotto-Belisol Ladies. Haar enige overwinning als prof behaalde ze in de slotrit van de Tsjechische etappekoers Gracia Orlová.
Decroix behaalde de 44e plek op de wegwedstrijd tijdens de Olympische Zomerspelen 2008 in Peking, als enige Belgische deelneemster. In 2007 werd ze 12e als neoprof op het WK in Stuttgart.
In 2016 nam Decroix afscheid als renster na de Lotto Belgium Tour. Ze bleef actief als onderzoeker aan de VUB (labo inspanning & topsport) en  richtte zich daarnaast op het begeleiden van jonge rensters.
Decroix was van 2017 tot 2020 vaste co-commentator bij het vrouwenwielrennen op Sporza. In 2021 werd ze ploegleider bij de nieuwe vrouwenploeg Jumbo-Visma en becommentarieerde ze nog maar enkele wedstrijden. Vanaf 2024 is ze werkzaam bij de vrouwenploeg FDJ-SUEZ.

## Palmares
2009
Erondegemse Pijl
3e op het Belgisch kampioenschap tijdrijden voor dames elite
4e op het Belgisch kampioenschap wielrennen voor dames elite
2011
1e in 4e etappe Gracia Orlová (Orlová, Tsjechië)
2016
2e in de 2e etappe (TTT) Giro del Trentino Alto Adige-Südtirol
3e in de Ronde van Gelderland

## Ploegen
2007 - Lotto-Belisol Ladiesteam
2008 - Lotto-Belisol Ladiesteam
2009 - Cervélo Test Team Women
2010 - Cervélo Test Team Women
2011 - Topsport Vlaanderen 2012-Ridley Team
2012 - Dolmans-Boels
2013 - Cyclelive Plus-Zannata
2014 - Lotto-Belisol Ladies
2015 - Lotto Soudal Ladies
2016 - Lotto Soudal Ladies
I.Beyen · L.Beyen · Boyd · Bras · Carrigan · De Merlier · De Vocht · De Vuyst · Decroix · Delfosse · Depoorter · Dervan · D'Hamecourt · Druyts · Du Toit · Duprez · Hierckens · Lanssens · Llaca · Schoonbaert · Steenssens · Torsius · Van Doorslaer · Van Geyt · Verbeke · Verstraete · Watt · Wright
Carrigan · Decroix · Delfosse · Depoorter · Du Toit · Goor · Koedooder · Lanssens · Mackie · Paskin · Schoonbaert · Silversides · Torp · Van Doorslaer · Verbeke · Watt
Bras · Decroix · Elzing · Ensing · Gercama · Kessler · Koster · Otten · Pijnenborg · Rooijakkers · Sáblíková · Spoor · Tchalykh · Trott · Van de Broek · Van der Kamp
Beckers · Cure · Dalton · D'Hoore · De Vocht · Decroix · Hoffmann · Meyvisch · Pooley · Rijkes · Rousse · Söderberg · Van Severen · Vekemans · Verhaest
Beckers · Daams · Decroix · De Vuyst · Delzenne · Hoffmann · Kachelhoffer · Knol · Kopecky · Lichtenberg · Rijff · Vanhoutte · Vekemans · Zorzi
- Système universitaire de documentation: 232857458
- Virtual International Authority File: 2428154741637253110006